# New (No Doubt)
New è una canzone del gruppo musicale californiano No Doubt, pubblicata come singolo nel 1999 e poi inserita nell'album Return of Saturn del 2000.

## Il brano
Il testo e la musica della canzone sono stati scritti da Tom Dumont e Gwen Stefani. È inoltre la prima canzone scritta e interpretata senza Eric Stefani. Il brano è stato prodotto da Jerry Harrison (Talking Heads) e dagli stessi No Doubt, registrato da Karl Derfler e mixato da Jack Joseph Pulg.
Il brano è presente nella colonna sonora del film di Doug Liman scritto da John August Go - Una notte da dimenticare (1999).

## Video
Il videoclip del brano è stato diretto da Jake Scott.

## Tracce
American 12" vinyl single
1. New (New Doubt Club Mix) – 6:18
2. New (New & Approved Remix (Extended Edit)) – 6:20

German single
1. New (Album Version) – 4:15
2. New & Approved Remix – 5:40

German maxi single
1. New (Album Version) – 4:15
2. New & Approved Remix – 5:40
3. New & Approved Remix (Extended Edit) – 6:20
4. New Doubt Club Mix – 6:18

Australian CD maxi single
1. New - 4:15
2. New (New & Approved Remix) – 5:40
3. New (New & Approved Remix (Extended Version)) – 6:20
4. New (New Doubt Club Mix) – 6:18

British CD single
1. New – 4:15
2. New Doubt Club Mix – 6:18
3. New & Approved Remix – 5:40

## Formazione

### Gruppo
- Gwen Stefani – voce
- Tom Dumont – chitarra
- Tony Kanal – basso
- Adrian Young – batteria, percussioni

### Altri musicisti
- Gabrial McNair – sintetizzatore